# بخش د سن پدرو
بخش د سن پدرو (به اسپانیایی: Partido de San Pedro) یک منطقهٔ مسکونی در آرژانتین است که در استان بوئنوس آیرس واقع شده‌است. بخش د سن پدرو ۱٬۳۲۲ کیلومتر مربع مساحت و ۵۵٬۲۳۴ نفر جمعیت دارد.